# Atrichopogon wirthi
Atrichopogon wirthi är en tvåvingeart som beskrevs av Chan och Linley 1988. Atrichopogon wirthi ingår i släktet Atrichopogon och familjen svidknott.
Artens utbredningsområde är Florida. Inga underarter finns listade i Catalogue of Life.